# Controversia sobre las aguas del Silala entre Bolivia y Chile
La controversia sobre la situación y la utilización de las aguas del Silala fue un diferendo entre el Estado Plurinacional de Bolivia y la República de Chile sobre el estatus y usos de las aguas del Silala.
La posición de Bolivia es que las aguas del Silala fluyen hacia Chile por canales artificiales, mientras que Chile asegura que se trata de un río internacional.
Chile presentó una demanda en 2016 ante la Corte Internacional de Justicia por la controversia relativa a la situación y la utilización de las aguas del Silala.

## Contexto histórico
La guerra del Pacífico enfrentó a Chile con Bolivia en 1879, ocupando el ejército chileno todo el territorio del entonces Departamento del Litoral, un territorio rico en recursos minerales en el que se ubicaban diversas inversiones mineras chilenas y bolivianas. Una vez concluida la guerra, Chile mantuvo dominio del territorio y lo incorporó rápidamente a su territorio nacional, dando origen a la antigua provincia de Antofagasta.
La existencia de un río que nacía en territorio boliviano tras la línea de tregua (que dio origen luego a la frontera internacional) para llegar al río San Pedro de Inacaliri fue descrita por primera vez por el ingeniero neozelandés Josiah Holding en 1884, cuando trabajaba en el diseño y construcción de la línea férrea entre Antofagasta y Ollagüe.
Tras años de negociación, la frontera entre Chile y Bolivia fue establecida en el Tratado de Paz y Amistad 1904, siguiendo principalmente la línea que une las principales cimas de la cordillera de los Andes. En dicho tratado, se indica que la frontera “irá por un contrafuerte al cerrito de Silala ([hito] 16), y después en línea recta al cerro de Inacalari o del Cajón ([hito] 17)”. De acuerdo al gobierno chileno, el mapa con la demarcación de la frontera ya incluía el curso actual del Silala, lo que indicaría su reconocimiento con un río de carácter internacional.
El 31 de julio de 1906, Chile otorgó una concesión a la Antofagasta-Bolivia Railway Company Limited, posteriormente llamada Ferrocarril de Antofagasta a Bolivia, relacionada con el uso de las aguas del río Silala en territorio chileno, por tiempo indefinido y con el fin de aumentar el caudal de agua que surtía al puerto de Antofagasta, en tanto que el 21 de junio de 1908, esta misma empresa británica  solicitó a la prefectura del departamento de Potosí, la concesión del uso de las aguas del Silala para el abastecer con agua a las máquinas del tramo del tren entre el puerto de Antofagasta y la ciudad boliviana de Oruro, debido a que su funcionamiento era totalmente a vapor. La concesión fue entregada ese año a la compañía por las autoridades de Potosí el día 23 de septiembre del mismo año, siendo el primer uso registrado de sus aguas en territorio boliviano.
La compañía ferroviaria utilizó dicho recurso hasta 1961, cuando la compañía renovó su flota a petróleo diésel. Sin embargo, las aguas habrían continuado siendo utilizadas por diversas empresas del norte de Chile, principalmente la Corporación Nacional del Cobre de Chile, y a algunas empresas sanitarias de Antofagasta que la utilizan comercialmente hasta el día de hoy. De acuerdo al gobierno boliviano, estos usos habrían sido realizados sin ningún tipo de autorización, debido a que la concesión había terminado.

## Primeras controversias

Origen del río Silala en Bolivia.

El 5 de mayo de 1996, diarios bolivianos acusaron la utilización de aguas bolivianas al denunciar que el Silala fue desviado artificialmente por empresarios chilenos, y que cualquier uso por parte de Chile debiera tener una compensación económica para el pueblo boliviano.
En junio de 1997, el gobierno de Gonzalo Sánchez de Losada, revoca la concesión por considerar que el agua no era para los fines que fueron otorgadas.
El 4 de abril de 2009, los gobiernos de Evo Morales y Michelle Bachelet anunciaron que habían llegado a un preacuerdo respecto al uso de las aguas del Silala. En el acuerdo, Chile se comprometió a pagar por el uso del 50 % de las aguas del río de forma retroactiva, mientras se realice un estudio hidrológico que defina la naturaleza de las aguas.
No obstante, debido a la oposición de algunos sectores en Bolivia a la ejecución de dicho acuerdo, este nunca fue ratificado y finalmente fue descartado totalmente cuando el gobierno de Chile decidió interrumpir las negociaciones de la Agenda de los trece puntos en noviembre de 2010, uno de los cuales se refería precisamente a las aguas del Silala y los recursos hídricos compartidos.
Posteriormente, en abril de 2013, el gobierno boliviano inauguró un criadero de truchas que se alimenta con las aguas del río Silala, ante lo cual Chile, argumentando que el Silala es un río de carácter internacional, presentó una protesta.

## Caso ante la Corte Internacional de Justicia
A inicios de 2016, Bolivia anunció que presentaría una demanda contra el estado chileno ante la Corte Internacional de Justicia (CIJ), debido al uso indebido de las aguas, solicitando el pago retroactivo estimado en mil millones de dólares según el senado boliviano. La presidenta chilena Michelle Bachelet, respondió con el anuncio de que su país presentaría una contrademanda en caso de que se concretara la presentación del gobierno boliviano.
Sin embargo, en junio de 2016 Bachelet realizó un cambio en la estrategia de Chile, anunciando que será ese país el que demande a Bolivia por el caso del Silala, presentando así el 6 de ese mes el escrito de aplicación en la Corte Internacional para iniciar el procedimiento, con el fin de que esta aclare si el cuerpo de agua en disputa, es un río internacional, como afirma Chile, o un manantial con un afluente artificial, como alega Bolivia. En la presentación, se establece que el Silala es un río de curso internacional que nace en Bolivia, cruza la frontera hacia Chile y desemboca en el río San Pedro de Inacaliri, en la cuenca hidrográfica del Pacífico.
El 3 de julio de 2017 se entregó la memoria chilena que consta de seis tomos, donde analizan las declaraciones de Bolivia sobre el Silala, y se aportan evidencias científicas respecto a la geología, hidroquímica, geomorfológica, biología e hidrología del lugar. El 3 de julio de 2018 Bolivia debió presentar la contramemoria, sin embargo, Bolivia solicitó el 14 de mayo de 2018 aplazar la entrega. Por ello, fue consultado a Chile por la Corte, siendo accedido la solicitud el 16 de mayo. El 31 de agosto de 2018 Bolivia informó la presentación de la contramemoria así como una contrademanda por compensación. La CIJ citó a ambos países para el 17 de octubre de 2018 con el propósito de definir los siguientes pasos procesales. El 15 de febrero de 2019 Chile entregó su réplica ante la Corte Internacional de Justicia de La Haya. El 15 de mayo de 2019 Bolivia presentó la dúplica a la demanda de Chile. Hasta el 18 de septiembre de 2019 Chile tenía un plazo para presentar un último escrito a la contrademanda de Bolivia, lo cual realizó el 16 de dicho mes con un documento que añadía más antecedentes al caso, cerrando la fase escrita del juicio.
El 23 de abril de 2020 la Corte Internacional de Justicia suspendió todos sus alegatos orales producto de la pandemia de COVID-19, reanudando dicha actividad a partir de marzo de 2022; en dicho mes la Corte Internacional de Justicia (CIJ) informó que las audiencias públicas se realizarían entre 1 y 14 de abril del mismo año en el Palacio de la Paz de La Haya. Se fijó para el 1 de diciembre la lectura de la sentencia.